# Religia în vechiul Babilon
Religia în vechiul Babilon, religie politeistă, a fost o formă mai evoluată a religiei sumero-akkadiene. Regele Hammurabi, care a fost și un mare organizator religios, după ce a făcut unificarea politică, întemeind primul stat independent în Mesopotamia, a izbutit să unifice variatele culte locale, dând naștere la religia babiloniană, moștenită și continuată de asirieni, putând fi numită de aceea religie asiro-babiloniană.

## Panteonul asiro-babilonian
Panteonul asiro-babilonian cuprindea un foarte mare număr de zei, legați între ei uneori genealogic, alteori prin funcțiile atribuite. În acest mare număr de zeități, teologia asiro-babiloniană a introdus o sistematizare, o adevărată clasificare, care a atins o formă canonică definitivă în a doua jumătate a celui de-al doilea mileniu î.Ch. Astfel, zeii principali erau grupați în triade sau tetrade, în timp ce zeii secundari sau mai mici, erau grupați în jurul divinităților principale.

### Triada cosmică
Între zeii principali, primul loc îl ocupa marea triadă cosmică, formată din Anu, Enlil și Ea.
- Anu era personificarea cerului. El locuia în cel mai înalt așezământ al cerului. I se dădea titlul de "rege al zeilor" sau "tată al zeilor". Avea ca soție pe zeița Antu, care reprezenta pământul, și o mulțime de fii și fiice, legitimi și nelegitimi, precum și numeroși curteni, curieri și servitori. Nu s-au găsit statui ale acestui zeu, ci numai simbolul său format dintr-un tron cu o coroană deasupra.
- Enlil sau, după denumirea semită, Bel, era zeul pământului și al oamenilor. Cultul său era mult mai popular decât al lui Anu. Se credea că locuiește pe munții înalți care fac legătura între pământ și cer. Templul său principal era la Nippur și se numea "casa muntelui". Ca zeu al pământului și al aerului din jur, Enlil era și zeul vântului și al furtunii, iar ca stăpân al oamenilor era cel ce hotăra soarta lor și ceasul morții. Era în același timp zeu binefăcător și distrugător, cum erau și alți zei semiți. Emblema sa, tronul cu coroana, era identică aceleia a lui Anu.
- Ea ("binefăcătorul"), al cărui oraș sfânt, Eridu, era situat aproape de Golful Persic, era zeul apelor. Ea avea o mare importanță în magie, căci apele, venind din adâncurile misterioase ale pământului, cunosc secretele profunzimilor. De aceea cuvântul apă, apsu, însemna și "lăcașul științei", în consecință Ea era și zeu al înțelepciunii, protector al științelor și artelor. Era un zeu civilizator prin excelență, care a modelat cu propriile sale mâini pe om, l-a învățat scrisul și mai ales arta construcțiilor. Tot în calitatea sa de zeu al apelor, Ea era socotit și ca zeu purificator. Ea era tatăl lui Marduk, devenit în perioada de hegemonie a Babilonului, zeul principal al babilonienilor.

### Triada astrală
Urma triada astrală: Sin, Shamash și Iștar:

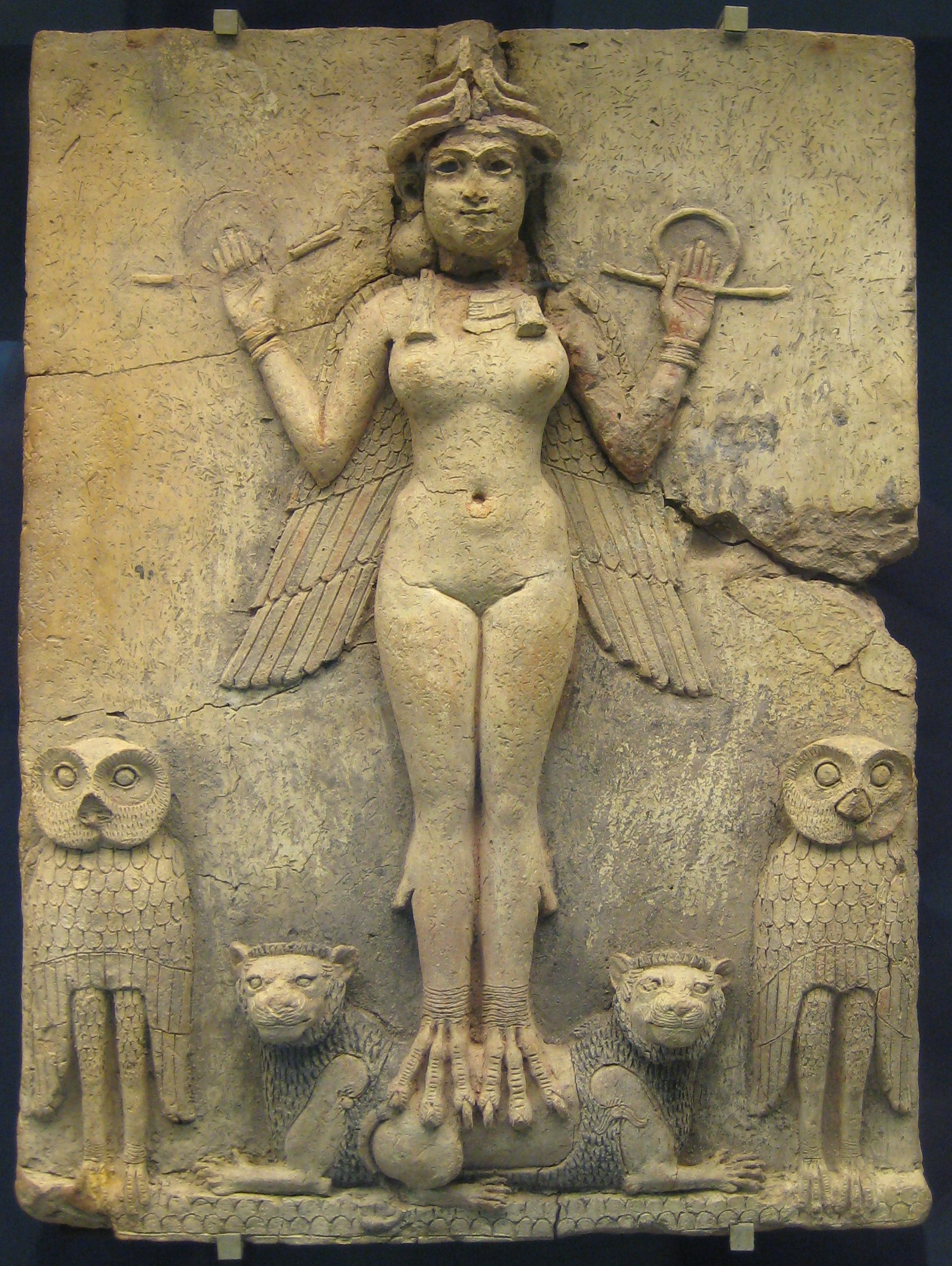
Zeiţa Iştar

- Sin era zeul masculin al lunii. El avea întâietate față de Shamash, zeul soarelui, deoarece la semiți ziua se socotea începând de la apusul soarelui. Ca zeu al lunii, Sin era și zeu al lunilor anului, stabilind împărțirea timpului în zile, luni și ani. Potrivit naturii sale, el era și deținătorul diademei (în formă de semilună), dând sau luând coroana regilor.
- Shamash, zeul soarelui, era fiul lui Sin, deoarece, după concepția orientală, lumina se naște din întuneric și ziua din noapte. Ca zeu al luminii și al zilei, Shamash era zeul dreptății și judecătorul suprem al oamenilor, întocmai ca Osiris la egipteni. El era de asemenea inspiratorul legilor, protectorul celor slabi, zeul sănătății și al fericirii. Tot în virtutea naturii sale de zeu al luminii, Shamash era și patronul ghicitorilor babilonieni.
- Iștar, numită în Biblie Astartea, era cea mai populară zeiță din panteonul babilonian. Spre deosebire de alte zeițe, care erau adorate în calitatea lor de soții ale zeilor, Iștar a avut de la început un cult independent, nefiind căsătorită. Era o zeitate complexă, cu numeroase atribuții, dintre care cele mai importante erau aceea de zeiță a fecundității și aceea de zeiță a războiului. În prima sa calitate avea un cult desfrânat, fiind și patroană a prostituției, care era practicată ritual, în special la templul său din Uruk. În a doua calitate era adorată de războinicii asirieni, care i-au construit temple la Ninive și în alte orașe.

### Triada naturală
O a treia triadă era formată din zei ai naturii: Nusku, Tammuz și Adad:
- Nusku era zeul focului.
- Tammuz, zeu al vegetației și al fertilității pământului.
- Adad, zeu al ploii și al furtunilor.

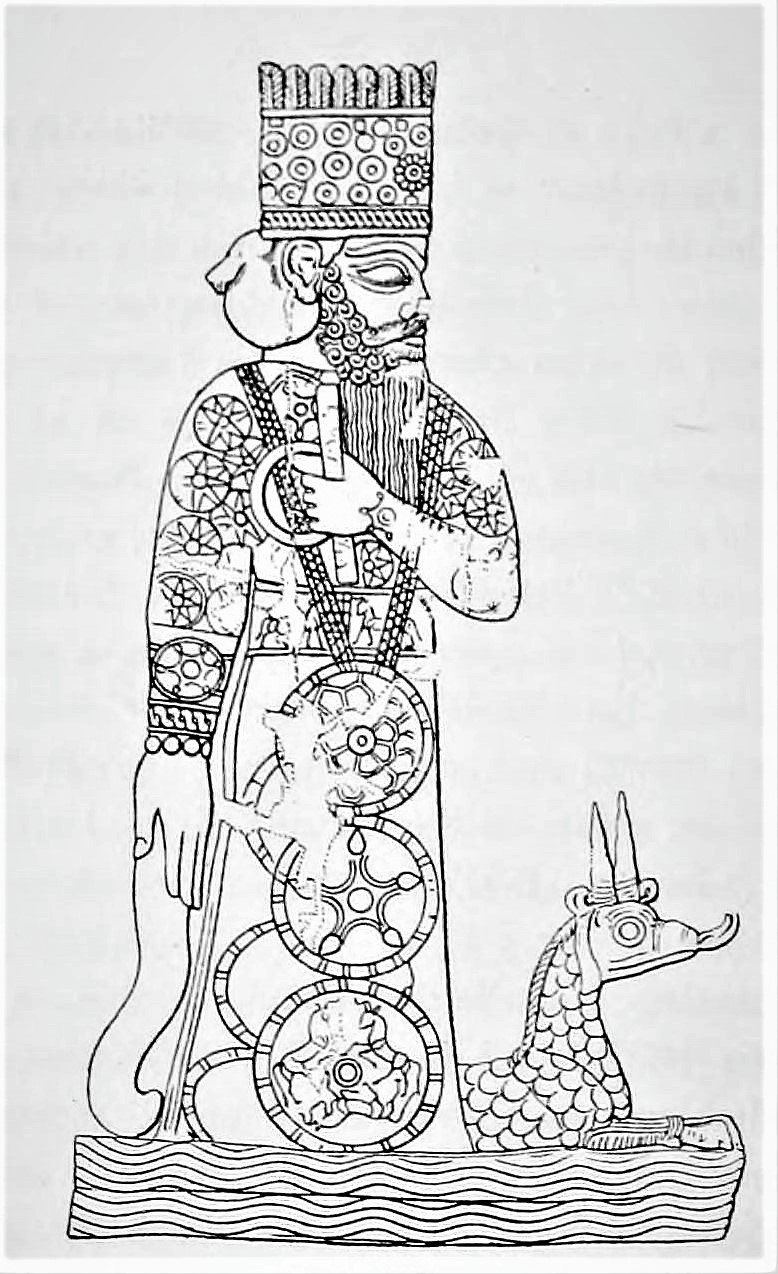
Marduk. Imagine de pe un sigiliu

Pe lângă zeii cuprinși în aceste triade, asiro-babilonienii aveau și alți zei locali, zei populari care s-au bucurat de o cinste deosebită. Între aceștia primul loc îl ocupă Marduk, care la origine era un zeu solar local al Babilonului. Odată cu ascensiunea Babilonului la rangul de capitală și centru religios al primului imperiu caldeean, Marduk a devenit căpetenia zeilor, întocmai ca Amon al egiptenilor, și i se atribuia creația lumii. Era reprezentat în tovărășia unui balaur. Preoții au compus în onoarea lui celebrul "Poem al creației" (Enûma Eliš). Marduk era și stăpânul regilor, servindu-le acestora ca model în conducerea statului și în războaie. În unele tradiții, Marduk era socotit drept "zeu unic", reprezentare timpurie a monolatriei, respectiv a henoteismului. În relație cu Marduk erau și următoarele zeități:
- Assaluchi, fiu al lui Enkis, era un zeu al magiei și vrăjitoriilor.
- Tutu, zeu al orașului Borsippa, supus Babilonului. Mai târziu, Nabu, fiul lui Marduk, devine noul zeu al orașului Borsippa. Era socotit zeu al literaturii și al destinului.

La asirieni zeul principal era Assur, al cărui nume însemna "binevoitor". Tot printre zeii principali locali se număra și Ninib, zeul capitalei sumeriene, Ninive. Mai amintim, dintre numeroasele zeități asiro-babiloniene, Tigrul și Eufratul, fluvii divinizate pentru imensa binefacere pe care o revărsau asupra țării, și Ninghisida, protectorul medicinei, al cărui simbol, șarpele încolăcit pe un toiag, s-a păstrat ca simbol al medicinei până în zilele noastre.
În afară de zeii propriu ziși, în panteonul asiro-babilonian intrau și o mulțime de spirite ale cerului și ale pământului, considerate ca zei minori. Era ajutoare ale zeilor principali, mesagerii lor către oameni.

## Mitologie și Religie
În timpul domniei lui Nabucodonosor I a luat naștere poemul creației lumii, Enûma Eliš. În acest poem, Marduk, chemat în ajutor de ceilalți zei, după ce Tiamat (personificare feminină a mării) amenința distrugerea lor prin potop, ieșit învingător din această confruntare, așază pe cer o constelație în formă de arc, ca semn al victoriei. Această legendă se întâlnește și în tradiția iudeo-creștină; astfel, Dumnezeul biblic JHVH-Elohim, după sfârșitul potopului, așază pe cer curcubeul în formă de arc, simbol al bunăvoinței sale față de oameni.
După ce Babilonul a devenit centrul religios, multe din numele vechilor zeități au fost schimbate și s-a creat o nouă ierarchie a divinităților. În mod tradițional, lumea era astfel reprezentată:
În centrul unui ocean de sare se găsea pământul sub forma unui disc uriaș. Deasupra erau situate cerurile, cel mai de sus era stăpânit de Anu, cel mai apropiat de pământ era cerul stelelor. Cerurile erau susținute de un ocen de apă dulce, Abzu, în care locuia zeul Enki (Ea). În adâncuri se găsea infernul stăpânit de zeii întunecimii.
În poemul Enûma Enliš, infernul nu mai mai joacă un rol deosebit, aici totul începe cu istoria perechii Abzu și Tiamat, din care își au obârșia ceilalți zei. Într-o generație succesivă, această pereche este ucisă de către Enki, respectiv de către Marduk. Din corpul lui Tiamat, Marduk creează cerul și pământul. Oamenii vor fi alcătuiți din argilă plămădită cu sângele lui Tiamat. Sângele conferă oamenilor înțelepciune și supunere față de zei. Aceștia, la rândul lor, sunt dependenți într-o măsură importantă de adorația și ofrandele aduse de oameni, fără de care ar flămânzi. S-au găsit tăblițe cu scriere cuneiformă în care oamenii, nemulțumiți cu unele hotărîri ale zeilor, îi amenințau pe aceștia că își vor căuta alte zeități mai binevoitoare. 
În afară de principalii zei din panteonul babilonic, mai existau și semizei, de natură divină, dar subordonați zeilor de ordin superior, care le stabileau atribuțiile. Cei mai mulți din acești semizei erau de rea natură, ca, de ex., Rabisu ("spionul") sau Lilitu, semizeitate feminină, incapabilă de o sexualitate normală, care își compensa această slăbiciune printr-o agresivitate îndreptată asupra bărbaților tineri. Lamashutu, semizeu reprezentat cu cap de leu, era făcut responsabil de apariția febrei puerperale la femeile lehuze. Medicina se baza în mare măsură pe rugăciuni și ofrande pentru îmblânzirea semizeilor răutăciși și a demonilor.